# 长柱头薹草
长柱头薹草（学名：Carex teinogyna）为莎草科薹草属的植物。分布在印度、缅甸、越南、日本、朝鲜以及中国大陆的安徽、云南、湖南、广东、浙江、广西、江西等地，生长于海拔500米至2,000米的地区，多生在溪旁、山谷疏林下、水沟边潮湿处、岩石以及沙地上，目前尚未由人工引种栽培。